# Río Ivirgarzama
El río Ivirgarzama es un río amazónico boliviano, que desemboca en el Amazonas a través del río Mamoré y el río Madeira. Es un río boliviano al pie de la Cordillera de los Andes-Orientales en América del Sur.

## Curso
El río Ivirgarzama nace en el Parque nacional Carrasco en la provincia de Carrasco en el departamento de Cochabamba a una altitud de 1028  m en la vertiente noreste de la Serranía de Iniricarsama cerca del pueblo de Villa Verde.
El río se encuentra dentro del municipio de Puerto Villarroel en toda su longitud de 102 kilómetros y fluye principalmente en dirección noreste. Al cabo de un tercio de su recorrido llega a la ciudad de Ivirgarzama y ya se encuentra casi a la misma altura que en su desembocadura; En los 68 kilómetros restantes, el Río Ivirgarzama serpentea muy fuertemente, el ancho del río en este tramo varía entre 25 y 50 metros, antes de desembocar en el Río Ichilo unos kilómetros al norte de la localidad de Puerto Villarroel.